# Filth (Venetian Snares)
Filth è un album in studio del musicista breakcore canadese Venetian Snares, pubblicato nel 2009.

## Tracce
1. Deep Dicking – 5:49
2. Crashing the Yogurt Truck – 5:37
3. Labia – 3:03
4. Mongoloid Alien – 6:26
5. Chainsaw Fellatio – 4:40
6. Kimberly Clark – 6:57
7. Calvin Kleining – 3:49
8. Kakarookee Hates Me – 4:14
9. Splooj Guzzlers – 4:35
10. Pussy Skull – 6:26